# 乐坪街道
乐坪街道，是中华人民共和国湖南省娄底市娄星区下辖的一个乡镇级行政单位。

## 行政区划
乐坪街道下辖以下地区：
街心社区、贤童社区、童家社区、蜜峰社区、清泉社区、长春社区、廖家社区、新建社区、月塘社区、大塘社区、金谷社区和火车站社区。